# Machine autoréplicative

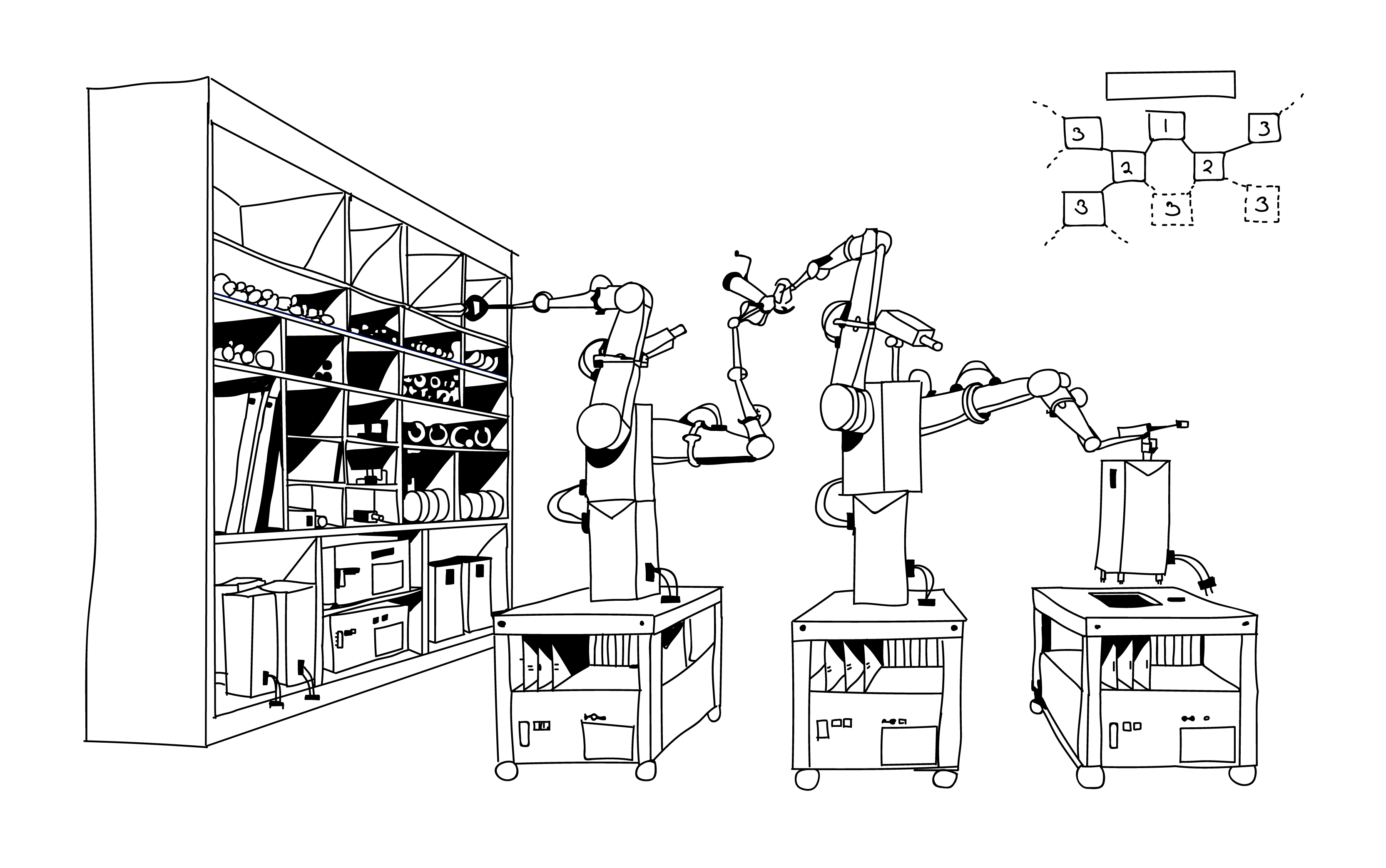
Une forme simple de machine autoréplicative.

Une machine autoréplicative est un appareil qui peut fabriquer de manière autonome une copie de lui-même en utilisant des matières premières prises dans son environnement.

## Introduction
Le concept de machines autoréplicatives a été proposé par Homer Jacobsen (en), Edward F. Moore, Freeman Dyson, John von Neumann et, plus récemment, par Kim Eric Drexler dans son livre sur la nanotechnologie et par Robert Freitas et Ralph Merkle dans leur examen kinematic[Quoi ?] des machines autoréplicatives qui a fourni la première analyse complète du duplicateur[réf. nécessaire]. Le développement d'une telle technologie est imaginable comme composant de projets d'exploitation minière de satellites et des ceintures d'astéroïde, d'usines lunaires et de satellites artificiels solaires. L'« investigation de Von Neumann » est un exemple théorique d'une telle machine. Von Neumann a ainsi imaginé le constructeur universel, qui est une machine autoréplicative qui est un automate cellulaire.
Une machine autoréplicative est un système artificiel qui compte sur la technologie à grande échelle conventionnelle et sur l'automatisation, pour produire un objet qui est son image exacte. La terminologie fluctue dans la littérature. Par exemple, le terme de clanking replicator (duplicateur cliquetant) a été utilisé par Drexler pour distinguer la macroéchelle des systèmes reproduisant des nanorobots microscopiques ou « les assembleurs » que la nanotechnologie peut rendre possible, mais le terme est informel et est rarement utilisé par d'autres dans des discussions populaires ou techniques.[pas clair] On parle aussi de « machines de von Neumann », car John von Neumann est le premier à étudier le concept, mais une confusion est possible l'architecture de von Neumann, qui est la famille des calculateurs les plus courants. Von Neumann, quant à lui, a utilisé le terme de constructeur universel pour décrire de telles machines autoréplicatives.

## Sonde de von Neumann
Une sonde de von Neumann est un véhicule spatial hypothétique, capable de se répliquer à partir de matières premières trouvées là où elle est. L'idée spécifique n'est pas de John von Neumann, mais applique le concept de von Neumann d'autoréplication à l'exploration spatiale. Il a été décrit par  Robert Freitas en 1980.

## Exemples de fiction
- Les Réplicateurs dans Stargate SG-1 sont des membres d'une espèce extraterrestre mécanique qui se reproduisent en consommant la matière environnante (métaux, roches, etc.).
- Géo Trouvetou, dans la série des Picsou, invente une machine autoréplicative, qui est un robot humanoïde.  Ses clones menacent de détruire la terre en consommant tout.
- Dans Benderama, le dix-septième épisode de la sixième saison de la série télévisée Futurama, Bender est modifié de telle sorte qu'il parvient à fabriquer des répliques de lui-même en utilisant la matière environnante, avec là encore un risque de destruction de la Terre.
- L'idée d'une machine auto-réplicatrice dans un scénario dit de fin du monde est un thème bien connu de la science-fiction. L'exemple le plus extrême et emblématique est la gelée grise.
- Dans 2010 : Odyssée deux, de Arthur C. Clarke, le second monolithe noir AMT-2 se duplique à la surface de Jupiter en faisant la nucléosynthèse de l'hydrogène, pour augmenter la densité de Jupiter et la transformer en étoile.
- Dans la trilogie du Bobiverse de Dennis E. Taylor, Bob revient à lui, un siècle après sa mort, et découvre qu'il appartient désormais au gouvernement. Téléchargé dans un ordinateur, il est pressenti pour devenir l’IA aux commandes d’une sonde interstellaire destinée à la recherche de planètes habitables.